# Чарлтон, Лайонел
Эвелин Освальд Лайонел Чарлтон (англ. Lionel Charlton; 7 июля 1879, Лондон — 18 апреля 1958, Хексем) — британский военный деятель, коммодор авиации, начальник Иракского командования Королевских ВВС (1923), прозаик.

## Биография
Окончил Брайтонский колледж. В сентябре 1898 года получил звание второго лейтенанта Ланкаширских стрелков, в сентябре 1899 года — лейтенанта.
Участник Второй англо-бурской и Первой мировой воен.
Занимал несколько командных и штабных должностей в Королевском лётном корпусе, закончив войну в звании бригадного генерала. Позже, после создания Королевских военно-воздушных сил, перешёл в их состав, служил на нескольких должностях офицеров авиации до своего выхода в отставку в 1928 году. В том числе был начальником Иракского командования Королевских ВВС (1923).
Ушёл в отставку с поста начальника штаба Королевских ВВС в Ираке, поскольку возражал против бомбардировки иракской территории.
Выйдя в отставку, стал автором приключенческой фантастики для детей.